# معاهدة سيميبالاتينسك
معاهدة سيميبالاتينسك أو منطقة آسيا الوسطى الخالية من الأسلحة النووية، هي معاهدة بموجبها تتعهد كازاخستان وقيرغيزستان وأوزبكستان وطاجيكستان وتركمانستان على عدم تطوير أو حيازة أو اختبار أو امتلاك أي أسلحة نووية.
تم توقيع المعاهدة في 8 سبتمبر 2006 في المضلع النووي في سيميبالاتينسك وهو موقع تجارب نووية في الاتحاد السوفياتي، ويقع في كازاخستان.
اعتبارا من 26 نوفمبر 2008، وقعت دول 5 من آسيا الوسطى وصدقت على المعاهدة.
دخلت المعاهدة حيز النفاذ في 21 مارس 2009 بعد إيداع وثيقة تصديق كازاخستان. وكانت آسيا الوسطى مثل أجزاء أخرى من العالم منطقة خالية من الأسلحة النووية.

## عضوية

المشاركة في معاهدة سيميبالاتينسك (منطقة خالية من الأسلحة النووية في آسيا الوسطى)
دول أعضاء

| الدولة     | التوقيع       | التصديق        |
| كازاخستان  | 8 سبتمبر 2006 | 26 نوفمبر 2008 |
| قرغيزستان  | 8 سبتمبر 2006 | 22 مارس 2007   |
| أوزبكستان  | 8 سبتمبر 2006 | 2 أبريل 2007   |
| طاجيكستان  | 8 سبتمبر 2006 | 12 نوفمبر 2008 |
| تركمانستان | 8 سبتمبر 2006 | 19 أبريل 2008  |